# Ramphastos dicolorus
El tucán bicolor (Ramphastos dicolorus), también denominado como tucán pico verde (en Argentina y Paraguay),  es una especie de ave de la familia Ramphastidae (tucanes) extendida desde el extremo oriental de Bolivia, Paraguay, noreste de Argentina y el sur de Brasil.

## Taxonomía
El tucán bicolor fue descrito por primera vez en 1766 por Carlos Linneo en la duodécima edición de su obra Systema naturæ, bajo el nombre científico de Ramphastos dicolorus.